# BeForU
BeForU（ビーフォーユー）は、日本の女性歌手グループである。2001年コナミからデビュー。

## メンバー
小坂りゆ（こさか りゆ）
1985年1月17日生まれ。神奈川県出身。小坂梨由から改名。結成時からのメンバー。
福下恵美（ふくした めぐみ）
1984年4月24日生まれ。埼玉県出身。2008年2月、新メンバーとして加入。
立花彩野（たちばな あやの）
1988年3月8日生まれ。千葉県出身。2008年2月、新メンバーとして加入。
西内裕美（にしうち ひろみ）
1989年2月14日生まれ。福岡県出身。2008年2月、新メンバーとして加入。

### 元メンバー
前原しゆな（まえはら しゆな）
11月30日生まれ。東京都出身。結成時からのメンバー。2004年3月脱退。
脱退以降の芸能活動は確認されていない。
代真（よま）
12月30日生まれ。秋田県出身。小松代真から改名。結成時からのメンバー。2007年12月12日脱退。
2008年より小松奈央と改名してソロ活動。
有沢みはる（ありさわ みはる）
9月4日生まれ。東京都出身。2004年7月、追加メンバーとして加入。2007年12月12日脱退。
2008年よりAYA -絢-と改名してソロ活動。
Noria（のりあ）
9月12日生まれ。埼玉県出身。白石紀亜、白石のりあから改名。結成時からのメンバー。2007年12月30日脱退。
2008年より引き続きNoriaとしてソロ活動。
外花りさ（そとはな りさ）
1月28日生まれ。群馬県出身。2004年7月、追加メンバーとして加入。2007年12月30日脱退。
2008年よりALiCEと改名してソロ活動。
南さやか（みなみ さやか）
12月24日生まれ。山梨県出身。2004年7月、追加メンバーとして加入。2008年6月脱退及び芸能界引退。
BeForUやソロ活動の他に、SAYAとして実姉のEMIとボーカルユニット「秋桜」を結成していた。
2009年より東條あこと改名、タレントとして芸能活動を再開。

## 概要
コナミが2000年12月に実施した「Dance Dance Revolution 5thMIX アーティストオーディション2001」で選ばれた小坂梨由、白石紀亜、小松代真、前原しゆなの女性4人により結成されたボーカルグループ。NAOKIというペンネームで知られる、結成当初のプロデューサー・前田尚紀は、BEMANIブランドの音楽を取りまとめるサウンドプロデューサーを務める。
ユニット名は一般公募により決められ、「あなたのために（私が）いる （be for you）」という意味のほか、『DDR』で発表された前田プロデューサーの代表曲のひとつ「B4U （ビーフォーユー Brilliant for you）」にかけられている。またデビュー当時からしばらくは「Be For U」とスペース入りで表記されていたが、現在は「BeForU」という表記が公式に用いられている。
グループとして、またはメンバーのソロ名義で『Dance Dance Revolution』（以下DDR）をはじめ、『GUITARFREAKS』（以下GF）、『drummania』（以下DM）、『beatmania IIDX』（以下IIDX）、『pop'n music』（以下pop'n）というコナミの音楽シミュレーションゲームのブランド、BEMANIシリーズを中心に、楽曲を提供。
作詞は小坂が、作曲と編曲は前田プロデューサーがそれぞれメインで担当。メンバーのソロ楽曲に於いては、dj TAKAやTЁЯRAのjun等他のアーティストも楽曲やREMIXトラックを過去に提供をしている。
コナミの通販サイト「コナミスタイル」から2003年11月28日に発売されたBeForUの1stアルバムは、20,000枚以上を売り上げ、2004年6月に発売された小坂のソロアルバム『begin』、2006年2月に発売されたBeForUの2ndアルバム『BeForU II』でも、コナミのオンライン流通販売のみにも関わらず、15,000枚を超えるセールスを更新している。
2004年3月、前原のメンバー脱退が発表され、それに伴い「BEMANIボーカリスト・オーディション2004」を実施。合格者の外花りさ、有沢みはる、南さやかが新メンバーとして加入。
このような軌跡を経て、2006年11月1日にavex modeからメジャーデビューシングル『Red Rocket Rising』が発売となった。メジャーデビュー後の彼女たちの楽曲作りにはLOVE+HATE、鳴瀬シュウヘイ、酒井陽一らが主に参加している。メジャーデビューに関して、前田プロデューサーがコメントなどをしていなかったが、最近では「LOVE+HATE＝前田プロデューサー」説の信憑性が高まりつつあることから、公にはしていないものの、前田プロデューサーがメジャーデビュー後のBeForUにも楽曲製作に関わっていると推測される。
2007年12月、代真、有沢、外花、Noriaと相次いで脱退。
2008年2月、福下恵美・立花彩野・西内裕美が加入。後に南が体調不良を理由に脱退、引退を発表したことにより、小坂を含めた4人での構成となった。しかし2009年10月にBeForUの公式サイトが消滅し、以降は表立った活動もなく、事実上の活動停止となった。
BEMANIシリーズでは2008年12月24日稼動の『Dance Dance Revolution X』を最初に、以降に稼動した作品からBeForUの楽曲とメンバーのソロ楽曲のほとんどが削除された。この原因については明らかになっていない。なお、2010年3月10日に稼動した『GuitarFreaksXG』『DrumManiaXG』以降のBEMANIシリーズ作品では、削除された楽曲の一部が再度収録されている。

## 略歴
- 2000年12月、グループ結成。
- 2001年3月、初の楽曲「DIVE」を発表。3月16日『Dance Dance Revolution 4thMIX』サウンドトラックにて同楽曲先行収録。5月2日アーケード版『Dance Dance Revolution 5thMIX』が稼働開始、同楽曲が正式収録。
- 2001年10月、小坂りゆが東芝EMIよりソロデビュー。
- 2003年12月28日、1stアルバム『BeForU』を発売。
- 2004年7月、前原しゆなが脱退。
- 2004年10月、有沢みはる、南さやか、外花りさが加入。
- 2004年11月18日、デビューシングル『KI・SE・KI』を発売。
- 2006年2月14日、2ndアルバム『BeForU II』を発売。同年3月、ファーストライブツアーを行う。
- 2006年11月1日、エイベックスレーベルavex modeより『Red Rocket Rising』でメジャーデビュー。
- 2007年1月、4thシングル『Strike Party!!!』が、NHKテレビのアニメ『MAJOR』のエンディング曲に決定。1月26日、南さやかが参加する秋桜が1stミニアルバムを発売。
- 2007年3月3日、ミニアルバム『6NOTES』を発売。3月14日、メジャーでのファーストアルバム『BeForU III 〜Breaking Into The Probability Changes〜』を発売。
- 2007年、全国Zeppツアーを行う（東京、仙台、名古屋、大阪、福岡、札幌）。
- 2007年12月12日、有沢みはる、代真が脱退。
- 2007年12月30日、横浜アリーナサウンドホールでライブ。このライブをもってNoria、外花りさが脱退。
- 2008年2月15日、新メンバー福下恵美、立花彩野、西内裕美が加入。
- 2008年3月20日に渋谷WESTで行われた小坂りゆのソロライブ「Riyu's Carnival」にグループメンバーがゲスト出演し（南さやかは体調不良により不参加）、新曲「キミと空とずっと」を披露した。
- 2008年4月、南さやかが体調不良のため引退を発表。
- 2008年9月10日、ラストシングル『SHANGRI-LA』を発売。
- 2008年12月24日、この日稼働開始した『Dance Dance Revolution X』以降、BEMANIシリーズからBeForUと関連メンバー名義の楽曲が削除され始める。
- 2009年10月23日、BeForU公式サイト消滅。
- 2009年11月19日、小坂りゆがフリーで活動することを公表。BeForUについては言及せず。
- 2010年3月10日、この日稼働した『GuitarFreaksXG』『DrumManiaXG』以降、BEMANIシリーズで2008年12月から削除されたBeForUと関連メンバー名義の楽曲の一部が再収録され始める。

## ディスコグラフィ

### シングル
| 枚  | 発売日         | タイトル                               | 規格品番 | 規格品番 | レーベル                         | 備考                                                     | オリコン 最高位                          |
| 枚  | 発売日         | タイトル                               | CD+DVD   | CD       | レーベル                         | 備考                                                     | オリコン 最高位                          |
| --- | -------------- | -------------------------------------- | -------- | -------- | -------------------------------- | -------------------------------------------------------- | ---------------------------------------- |
| 1st | 2004年11月18日 | KI・SE・KI                             |          |          | コナミメディアエンタテインメント |                                                          | 通販限定販売の為オリコン順位は反映されず |
| 2nd | 2006年11月1日  | Red Rocket Rising                      |          |          | avex mode                        | メジャーデビューシングル                                 | 68位                                     |
| 3rd | 2006年12月22日 | Get set GO!! 〜BeForU astronauts set〜 |          |          | avex mode                        | DVDとTシャツを同梱したセット。数量限定販売。             | 通販限定販売の為オリコン順位は反映されず |
| 4th | 2007年1月17日  | Strike Party!!!                        |          |          | avex mode                        | 初のアニメタイアップ曲                                   | 49位                                     |
| 5th | 2007年7月11日  | 夜花火                                 |          |          | avex entertainment               |                                                          | 102位                                    |
| 6th | 2008年9月10日  | SHANGRI-LA                             |          |          | Gambit                           | 初のカバーシングル。原曲は電気グルーヴの『Shangri-La』。 | 位                                       |

### アルバム
| 枚   | 発売日         | タイトル                                             | 規格品番 | 規格品番 | レーベル                         | 備考 | オリコン 最高位                                |
| 枚   | 発売日         | タイトル                                             | CD+DVD   | CD       | レーベル                         | 備考 | オリコン 最高位                                |
| ---- | -------------- | ---------------------------------------------------- | -------- | -------- | -------------------------------- | --- | ---------------------------------------------- |
| 1st  | 2003年11月28日 | BeForU                                               |          |          | コナミメディアエンタテインメント | | 通販限定販売の為オリコン順位は反映されず       |
| 2nd  | 2006年2月14日  | BeForU II                                            |          |          | コナミマルチメディア             | | 通販限定販売の為オリコン順位は反映されず       |
| ミニ | 2007年3月3日   | 6NOTES                                               |          |          | Be+Wings RECORDS                 | メンバーそれぞれのソロ楽曲を集めた作品。BeForUではなく、Riyu,Noria,Yoma,Sayaka,Miharu,Lisa名義で発表している。 | ライブ会場限定販売の為オリコン順位は反映されず |
| 3rd  | 2007年3月14日  | BeForU III 〜Breaking Into The Probability Changes〜 |          |          | avex mode                        | 1stメジャーアルバム                                                                                            | 126位                                          |
| 4th  | 2008年10月8日  | シャングリラ                                         |          |          | Gambit                           | | オリコン圏外                                   |

### 映像作品（DVD）

#### ライブ映像
| 枚  | 発売日        | タイトル                                | 規格品番 | レーベル                         | オリコン 最高位 |
| --- | ------------- | --------------------------------------- | -------- | -------------------------------- | --------------- |
| 1st | 2006年5月26日 | BeForU FIRST LIVE at Zepp Tokyo 2006    | KD-127   | コナミデジタルエンタテインメント | 位              |
| 2nd | 2007年        | BeForU LIVE 2007 ZEPP TOKYO             |          | Be+Wings RECORDS                 | 位              |
| 3rd | 2008年5月11日 | BeForU/FOUR PIECE RIYU KOSAKA/LIVE 2008 | ESRK-005 | es Gambit                        | 位              |

#### その他映像
| 発売日 | タイトル                                    | 規格品番 | レーベル         | オリコン 最高位 |
| ------ | ------------------------------------------- | -------- | ---------------- | --------------- |
| 2007年 | Going Happy!!〜BeForUメジャーデビュー記念〜 |          | Be+Wings RECORDS | 位              |

## タイアップ曲
| 楽曲                         | ゲーム名/タイアップ                                              | 時期   |
| ---------------------------- | ---------------------------------------------------------------- | ------ |
| DIVE                         | DDR 5thMIX                                                       |        |
| Firefly                      | DDR MAX                                                          |        |
| BRE∀K DOWN!                  | DDR MAX2、GF 8thMIX/DM 7thMIX、pop'n（ee'MALL）                  |        |
| GRADUATION〜それぞれの明日〜 | DDR EXTREME、pop'n 12 いろは                                     |        |
| チカラ                       | GF 9thMIX/DM 8thMIX、pop'n（ee'MALL 2nd avenue）、DDR SuperNOVA  |        |
| freedom                      | DDR Party Collection                                             |        |
| KI・SE・KI                   | IIDX 11 IIDX RED、DDR Festival                                   |        |
| BLACK OUT                    | GF V2/DM V2、Toy'sMarch                                          |        |
| Morning Glory                | DDR SuperNOVA                                                    |        |
| PEACE(^^)v                   | DDR SuperNOVA                                                    |        |
| Red Rocket Rising            | IIDX 14 GOLD                                                     | 2006年 |
| Get set GO!!                 | 毎日放送『アニメシャワー』3月度オープニングテーマ                | 2006年 |
| Strike Party!!!              | テレビアニメ『MAJOR 3rdシーズン』エンディングテーマ、GF V4/DM V4 | 2007年 |

- BeForU NEXT (有沢、外花、南の3人で結成したグループ)
  - シナリオ (GF V/DM V)
- ソロ作品など
  - We are disっ娘よっつ打ち命 (IIDX 12 HAPPY SKY、DANCE☆MAN feat. Disっ娘名義) - 代真・外花りさが参加

## ゲームキャラクターとしてのBeForU
音楽ゲーム『GF』&『DM』では、ゲーム中のBeForUの楽曲のムービークリップに登場するイメージキャラクターとして、（当時楽曲を提供していた時点での）BeForUのメンバーの名前が付けられたアニメ調のデフォルメキャラクターが登場していた。これらのキャラクターは基本的に本人と同名だが、「RIYU」や「のりあ」のように名字は表記されない。後に、ゲーム中だけではなくBeForU自身のイメージキャラクターとしても使用されるようになった。
このキャラクター達の初出は『GF 8thMIX』&『dm 7thMIX』の楽曲「BRE∀K DOWN! (GF&DM STYLE)」で、この時点ではBeForUのメンバーが4人だったのに対し、ムービーに登場するのはバンド演奏を行う3人の少女達だった。後に公式サイトで楽曲紹介が行われた際、作曲者の前田尚紀によって、ヴォーカル担当の金髪ポニーテールの少女を「RIYU」、ギターを担当する黒髪長髪の少女を「のりあ」、ドラム担当の黒髪おさげの少女を「しゆな」と、BeForUのメンバーに準えた名前をつけられることになった。これを受け、次回作『GF 9thMIX』&『dm 8thMIX』に収録された楽曲「チカラ」では全員の髪の色が金髪に統一され、新たにベース担当として「yoma」も追加されて4人となった。以降、このデザインが基本となるが、後に「のりあ」は帽子をかぶった黒髪長髪のキャラに再変更された。このような経緯を辿ったため、実際のBeForUはボーカルグループであるが、キャラクターのBeForUはバンドとしてのパート設定が存在しており、キャラクターのデザインも実際の本人達の特徴とはあまり一致していない。
後に、『GF V』&『DM V』ではBeForU NEXT名義の「シナリオ」が収録されたことに合わせ、新メンバー3人分のキャラクター「みはる」「りさ」「さやか」もデザインされた。
下敷きやキーホルダー、ケータイストラップなどのグッズも存在する。近年入手困難で高値で取引されている。特にBeForU(4人キャラ)のキーホルダーは人気で30000円以上で取引されている。